# سمور سنگی

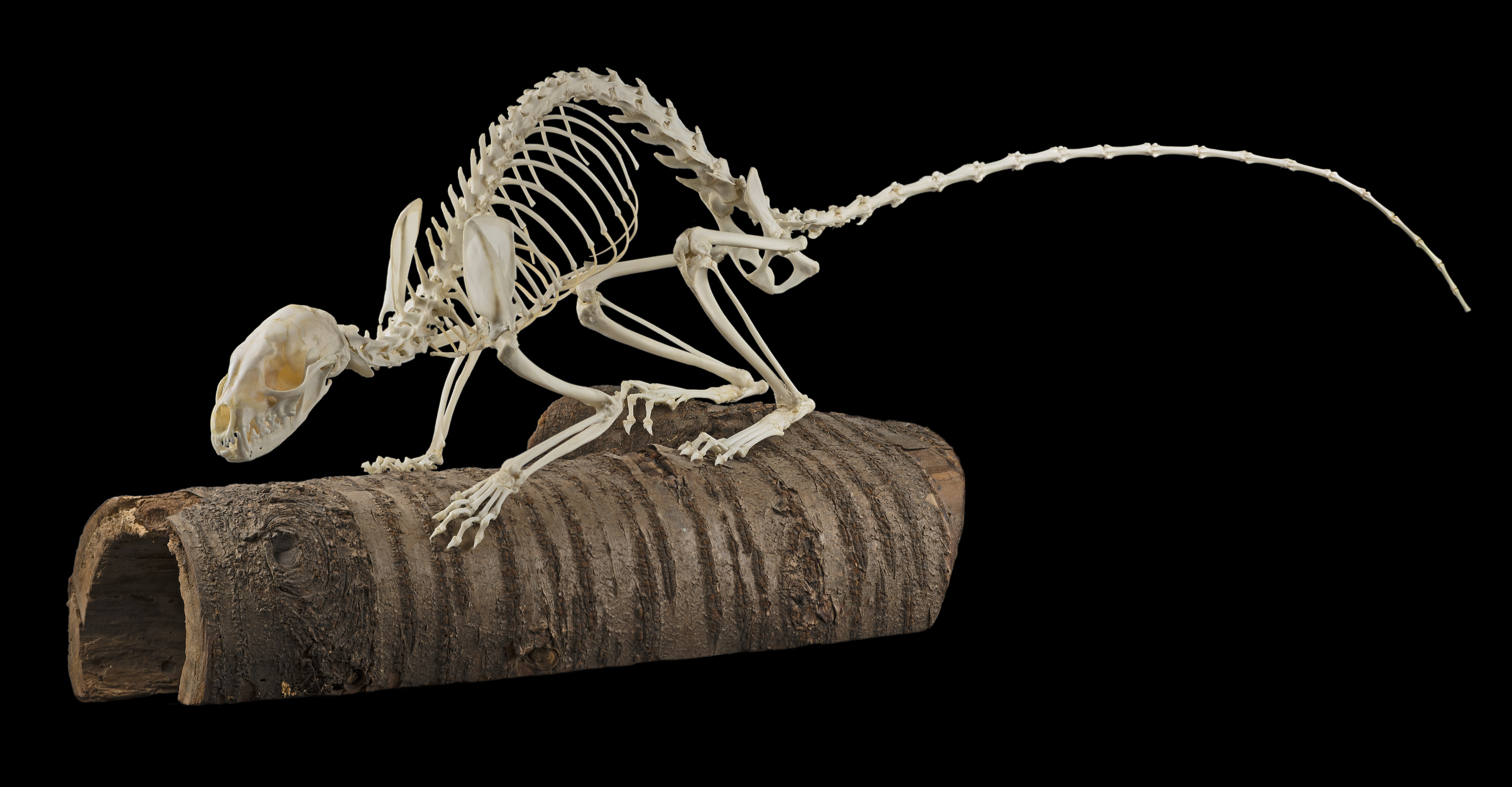
استخوانبندی

سَمور سَنگی (نام علمی: Martes foina) یکی از انواع سمور است. این جانور دارای قدی کوچک و پاهای کوتاه و انگشت‌رو است و بدنش باریک و کشیده و پوستش نرم است. زیستگاه این حیوان از مغولستان و چین در آسیا تا غربی‌ترین نقاط اروپا امتداد دارد. این حیوان به جهت لکه سفید زیر سینه‌اش به سمور سینه‌سفید و به جهت علاقه به زندگی در جنگل‌های راش و ممرز به سمور راش نیز معروف است.
سمور سنگی از نظر مشخصات فیزیکی شباهت زیادی به سمور جنگلی دارد اما اندازه آن کوچک‌تر است و زیستگاهش نیز کمی متفاوت است. بخش سفیدرنگ نوک‌دار روی گلوی آن‌ها مهم‌ترین ویژگی برای تشخیص این حیوان از سمور جنگلی است. همچنین دم سمور سنگی کوچکتر، سرش باریکتر و لاغرتر است و گوش‌هایی کوتاهتر و مدورتر با فاصله بیشتر دارد. نوک دماغ سمور سنگی هم رنگ بنفش یا خاکستری دارد اما نوک دماغ سمور جنگلی سیاه است. ضمن اینکه سمور جنگلی فقط در جنگل‌هایی با پوشش درختی خوب زندگی می‌کند اما سمور سنگی در انواع متنوع‌تری از زیستگاه‌های جنگلی و دشتی زندگی می‌کند.
سمور سنگی هم مثل سمورهای دیگر برای خز لطیف و نرمش شکار می‌شود و حتی در مزارع پرورش سمور نگهداری می‌شود اما خز آن به مرغوبیت خز سمور جنگلی و سمور سیبری نیست چون خشن‌تر است و ضخامت کمتری دارد. همین موجب شده تا آن‌ها کمتر شکار انسان‌ها شوند.

## بوم‌شناسی
سمور سنگی بیشتر در شب و غروب و سحر به ویژه در شب‌های مهتابی فعال است و در مقایسه با سمور جنگلی و سمور سیبری بسیار بیشتر از گیاهان تغذیه می‌کند. گیلاس، سیب، گلابی، آلو، انگور، سیب زمینی، تمشک و زبان گنجشک کوهی از غذاهای گیاهی این سمورها هستند. جوندگانی همچون موش و موش‌های صحرایی از طعمه‌های اصلی او هستند و از پرندگان بیشتر به سراغ پرندگان کوچک در اندازه گنجشک می‌رود. به ندرت ممکن است به ماکیان اهلی حمله کنند اما بعضی از آن‌ها ممکن است در این کار مهارت پیدا کرده باشند.
فصل جفتگیری آن‌ها مثل سمور جنگلی در اواخر بهار و اول تابستان است. طول دوره بارداری در حیات وحش ۸ ماه است و ۳ تا ۷ بچه سمور در فروردین به دنیا می‌آیند. بچه سمورها نابینا متولد می‌شوند و در یک ماهگی تازه چشم باز می‌کنند و دوره شیرخوارگی آن‌ها تنها یک و نیم ماه است. جثهٔ آن‌ها در ابتدای تابستان به اندازه سمورهای بزرگ می‌شود.

## روابط بین‌گونه‌ای
در مناطقی که سمور سنگی و سمور جنگلی زیستگاه مشترک دارند برای اجتناب از رقابت با یکدیگر هر کدام به سراغ نوعی از شکار می‌روند. سمور جنگلی بیشتر از پرندگان و جوندگان و سمور سنگی بیشتر از میوه‌ها و حشرات تغذیه می‌کند. البته یک مورد دیده شده که یک سمور جنگلی یک بچه سمور سنگی را کشته‌است. موارد نادری نیز دیده شده که سمور سنگی قاقم دورنگ اروپایی را شکار کرده‌است و یک مورد هم در آلمان گزارش شده که سمور سنگی یک گربه اهلی را کشته‌است. سمورهای سنگی بالغ ممکن است شکار روباه قرمز یا وشق (سیاه‌گوش جنگلی) شوند و بچه سمورها نیز در مقابل پرندگان شکاری و گربه جنگلی آسیب‌پذیر هستند.

## آسیب به خودروها
از دهه ۱۹۷۰ به این سو مواردی در اروپا دیده شده که سمورهای سنگی با گاز گرفتن چرخ و سیم‌ها به اتومبیل‌های پارک شده آسیب رسانده‌اند. معلوم نیست آن‌ها چرا چنین کاری را انجام می‌دهند چون اجزای آسیب دیده را نمی‌خورند اما این اتفاق بیشتر در بهار می‌افتد که بچه سمورها تازه به دنیا آمده‌اند و برای شناخت دنیا بسیار کنجکاو هستند و می‌خواهند بدانند چه چیزی خوردنی است. شاید یک دلیل آن روغن ماهی باشد که در اتصالات خیلی از خودروهای ژاپنی استفاده می‌شود. این کار سمورها باعث شده تا شرکت‌های بیمه هم بیمه خسارت سمور را هم به بیمه‌های خود اضافه کنند.

## در ایران
سمورهای سنگی در ایران بسیاری کمیاب هستند و در مناطق حفاظت‌شده معدودی از جمله منطقه شکار ممنوع شمس‌آباد چهارمحال و بختیاری، پارک ملی گلستان، پارک ملی تندوره در شمال خراسان، پارک ملی کیاسر در جنوب ساری، منطقه حفاظت شده شیدا در شهرستان بن و در هرمزگان شهر سندرک نیز دیده شده.
در مرداد ماه سال ۱۳۹۷ از طرف اعضای انجمن زمین و زندگی اعلام شد، سمور سنگی در منطقه شکار ممنوع کوه هوا(هما) بخش علامرودشت لامرد به وسیله دوربین‌های تله ای و دید درشب کار گذاشته شده در کنار یکی از آبشخورها مشاهده شده‌است.سمور سنگی در کلاردشت بصورت فراوان وجود دارد که علاقه خاصی به خوردن گیلاس و آلو و سیب دارند. سمور سنگی توسط اشخاصی در بخش‌هایی از لرستان مشاهده شده است.